# مرکات
مرکات (انگلیسی: MeerKAT) با نام اصلی آرایه تلسکوپی کارو (Karoo Array Telescope) رادیو تلسکوپی است که از ۶۴ آینه تشکیل شده و اکنون در حال گذراندن مراحل آزمایش و تأیید در کیپ شمالی در آفریقای جنوبی است. این رادیو تلسکوپ پس از بهره‌برداری کامل، تا زمان بهره‌بردای از آرایه کیلومتر مربعی که در سال ۲۰۲۴ تکمیل خواهد شد، بزرگ‌ترین و حساس‌ترین رادیو تلکسوپ در نیم‌کره جنوبی خواهد بود. رادیو تلسکوپ مرکات برای پژوهش در زمینه مغناطیس کیهانی، شکل‌گیری و تکامل کهکشان‌ها، رصد جهان قابل مشاهده، ماده تاریک و منشأ امواج رادیویی گذران به کار خواهد رفت.